# Морпурго, Тина
Тина Морпурго (6 марта 1907, Сплит, Австро-Венгрия) — 1 июня 1944, концентрационный лагерь Баница) — хорватская художница-пейзажистка.

## Биография
Родилась в 1907 году в Сплите (Хорватия) в семье евреев-ашкеназов, происходившей из Марбурга, известной в городе торговлей книгами и предпринимательской деятельностью. Дочь Виктора Морпурго. Её дед Йосип Морпурго был братом хорватского деятеля возрождения Вида Морпурго. Окончила средюю школу, занялась живописью. Изучала живопись в Сплите, Италии и Германии. Писала пейзажи окрестностей родного города и натюрморты в реалистическом стиле. Была очень талантлива и одарена. В 1932 году поступила на учёбу в частную школу в городе Триест, где у неё жили родственники. Планировала продолжить развитие и учёбу в Мюнхене, но нацистская политика и мировой кризис заставили её отказаться от своих планов.
В 1943 году её вместе с родителями поместили в концентрационный лагерь Баница. Художница покончила собой (по другой версии была убита нацистами) в возрасте 36 лет на месте казни в Яйинцах, став жертвой нацистского преследования евреев.

## Работы
Из её картин сохранилось сравнительная небольшая часть. Одна из них — свой автопортрет. Первая её персональная выставка состоялась в 1931 году в салоне Джеремия. На ней она представила около полусотни своих работ маслом, темперой и рисунками. Её картины сохранили оставшиеся в живых родственники и друзья. В 1974 году они были выставлены в еврейской общине в Сплите, Белграде и в 1975 году в Еврейском историческом музее в Белграде.